# Liman (hajó)
A Liman (oroszul: Лиман, magyar jelentése: limán) az Orosz Haditengerészet 861M tervszámú (NATO-kódja: Moma class) rádióelektronikai felderítő hajója volt. Az orosz Fekete-tengeri Flotta állományába, a 861-es felderítő hajóhadosztályához tartozott. Honi kikötője Szevasztopolban a Déli-öböl volt. 2017. április 27-én egy másik hajóval történt ütközés után Törökország fekete-tengeri partjai közelében elsüllyedt.

## Története
A hajót Lengyelországban, a gdański Északi hajógyárban építették, eredetileg mint hidrográfiai mérőhajót az 1967–1973 között gyártott, 29 hajót számláló 861-es tervszámú sorozat tagjaként. 1970. augusztus 19-én bocsátották vízre. 1970. december 23-án állították szolgálatba a Szovjet Haditengerészet Északi Flottájánál. 1974-ben a hajót átvezényelték a Fekete-tengeri Flottához. A hajó rendszeres hidrográfiai bevetéseket hajtott végre az Atlanti-óceánon, az Indiai-óceánon, később pedig a Földközi-tengeren.
1989-ben átépítették rádióelektronikai felderítő hajóvá. Ekkor hidroakusztikus és rádióelektronikai felderítő rendszerekkel szerelték fel. 1990–2010 között tucatnyi bevetést hajtott végre a Földközi-tengeren. 1999. április–májusban az Adriai-tengeren tartózkodott, ahol a Jugoszlávia elleni NATO művelet során elektronikus adatgyűjtésre használták. A szíriai orosz katonai beavatkozás során a hajó Szíria közelében is feltűnt.